# Giuseppe Bertieri
Giuseppe Bertieri (* 9. November 1734 in Ceva; † 15. Juli 1804 in Pavia) war ein italienischer Priester, Doktor der Theologie, Publizist sowie Bischof von Como und Pavia.

## Leben
Giuseppe trat im Jahr 1751 in den Orden der Augustiner-Eremiten ein, studierte dann Philosophie in Florenz und Theologie in Pavia, wo er 1757 zum Priester geweiht wurde. Er setzte seine Studien in Wien fort und promovierte zum Doktor der Theologie (1768), ein Fach, das er ab 1770 an derselben Universität lehrte. Auf Anregung von Kaiser Joseph II. wurde er 1790 zum Bischof von Como geweiht.
Im Jahr 1791 besuchte er die Schweizer Landvogteien, die zur Diözese Como gehörten. Im selben Jahr wurde er von Kaiser Leopold II. nach Pavia versetzt. Später vertrat er die Stadt in Lyon bei den Versammlungen zur Neuordnung der Cisalpinen Republik (1801). Er war Autor einer Reihe von Werken zum Kirchenrecht, die von einem gemäßigten Josephinismus inspiriert waren.